# اونینتا (نیویورک)
اونینتا (به انگلیسی: Oneonta) شهری در شهرستان اوتسگو ایالت نیویورک است که در سرشماری سال ۲۰۱۰ میلادی، ۱۳۹۰۱ نفر جمعیت داشته است. اونینتا، به‌طور رسمی در تاریخ ۱۹۰۸ میلادی به‌عنوان یک شهر شناخته شد.